# Философская логика
Философская логика — область логических исследований, ориентированных на проблемы философии, применяющих методы и категориальный аппарат философии к основным понятиям современной логики и к результатам, полученным средствами символической логики; также — подход в философии, основанный на приложении идей и аппарата современной формальной логики к анализу разнообразных понятий и проблем философии.
Термин Философская логика разноречив и не имеет единого общепринятого употребления; в математике, в логике и в самой философии содержание понятия Философская логика и выделение ее в самостоятельную дисциплину понимается по-разному; не существует строгого разделения между философской логикой и философией логики, а некоторые ученые вообще не считают нужным их различать.
Формальная логика выделилась в самостоятельную науку еще в XIX веке и перестала быть «философской дисциплиной», однако эти две науками традиционно воспринимаются, как связанные. Термин Философская логика появился в англоязычной философской литературе и наиболее широкое применение получил в 50—60-е. годы XX века. С одной стороны, осмысление основных концепций аппарата логики стало насущным ввиду кризиса в основаниях математики (обнаружение парадоксов в теории множеств и ограничительные теоремы А. Тарского и К. Геделя). С другой стороны, важные результаты в области неклассических логик, в первую очередь модальной логики, привлекли внимание логиков с философской ориентацией.

## История
Поскольку философия состоит из рациональных рассуждений, логика является первичным атрибутом философии. Для анализа различных философских концепций, для их сопоставления друг с другом необходимо проведение критического анализа различных философских утверждений и теорий. В связи с тем, что человеческое мышление формулируется текстуально, логика тесно связана с анализом текстов и языков. Логика формализует текстуальное рассуждение и определяет его формы, которые приемлемы для анализа. Первым шагом к логической формализации рассуждения послужило выявление силлогизмов, или рассуждений вида:
|  | Все животные смертны; |
|  | Слон — это животное.  |
|  | Слон смертен.         |

Корректное использование силлогизмов открывает дорогу для доказательных рассуждений в философии, в математике, в естественных науках или для формализации дедуктивного мышления.
При всей своей кажущейся простоте выделение силлогизмов из обычной человеческой речи произошло не сразу и не везде. Выделению силлогизмов как способа доказательства способствовало сочетание философии и математики, распространённое в Древней Греции. Первое формальное изложение понятия силлогизма и простейшей логической системы было сделано Аристотелем. Логика Аристотеля оставалась неизменной две тысячи лет, до начала XX века, когда исследования в математике и аналитической философии открыли дорогу для развития логики. Была формализована «логика первого порядка» или «логика предикатов», которая к настоящему моменту хорошо изучена. Однако, как оказалось, для полноценного анализа философской аргументации, а тем более естественной человеческой речи требуется применение модальной логики и логик более высоких порядков, в частности логики второго порядка. Кроме этого взаимосвязь формального символического языка и естественной речи исследуют логическая семантика и семиотика. Эти дисциплины в совокупности с модальной логикой более высоких порядков продолжают оставаться областью активных междисциплинарных исследований. Современная логика состоит из нетривиальных, глубоко математических концепций, которые изучаются философами, математиками, лингвистами, а в последнее время ещё и программистами и специалистами в области теории решений и искусственного интеллекта. Логика, таким образом, является как одной из самых древних, так и одной из самых современных дисциплин.